# Вила Гвардија-Вила Вјани (Империја)
Вила Гвардија-Вила Вјани је насеље у Италији у округу Империја, региону Лигурија.
Према процени из 2011. у насељу је живело 332 становника. Насеље се налази на надморској висини од 294 м.